# Monroeville (Ohio)
Monroeville es una villa ubicada en el condado de Huron, Ohio, Estados Unidos. Según el censo de 2020, tiene una población de 1300 habitantes.

## Geografía
La localidad está ubicada en las coordenadas 41°14′38″N 82°42′9″O / 41.24389, -82.70250. Según la Oficina del Censo de los Estados Unidos, Monroeville tiene una superficie total de 3.71 km², de la cual 3.63 km² corresponden a tierra firme y 0.08 km² es agua.

## Demografía
Según el censo de 2020, hay 1300 personas residiendo en Monroeville. La densidad de población es de 358.13 hab./km². El 95.69% de los habitantes son blancos, el 0.23% son amerindios, el 0.23% son asiáticos, el 0.08% es isleño del Pacífico, el 0.38% son de otras razas y el 3.38% son de una mezcla de razas. Del total de la población, el 2.00% son hispanos o latinos de cualquier raza.